# Verbandsgemeinde Meisenheim
Verbandsgemeinde Meisenheim é uma associação municipal do estado da Renânia-Palatinado.